# تهمینه کوهستانی
تهمینه کوهستانی (زاده ۱۸ ژوئن ۱۹۸۹)؛ ورزشکار دو و میدانی ۱۰۰ متر اهل افغانستان است. کوهستانی به نمایندگی از کشور افغانستان در رشتهٔ دو ۱۰۰ متر بازی‌های المپیک تابستانی ۲۰۱۲ لندن به رقابت پرداخت. وی که تنها ورزشکار زن افغانستان در رقابت‌های المپیک لندن بود، با زمان ۱۴ ثانیه و ۴۲ صدم ثانیه دیرتر از همه از خط پایان گذشت و
در دور نخست در آخر جدول قرار گرفت و حذف شد. با این حال هموطنان اش شرکت او در المپیک را قهرمانی عنوان کردند. پیش‌از این در رقابت‌های ۲۰۰۸ میلادی در بیدگوشچ، لهستان وی رکورد زمان ۱۵ ثانیه را در دو ۱۰۰ متر بدست آورد.